# Stomopteryx deverrae
Stomopteryx deverrae es una polilla de la familia Gelechiidae. Fue descrita por Thomas de Grey, sexto barón de Walsingham, en 1905. Se encuentra en Argelia y España.

## Descripción
La envergadura es de aproximadamente 13 mm. Las alas anteriores son de color ocre amarillento en la base, con una línea estrecha de escamas negras a lo largo de la costa, otra sobre el borde superior de la celda, por debajo de la cual la propia celda presenta un tono ocre blanquecino pálido. A partir de un poco más allá, el resto de la superficie del ala está densamente teñido y salpicado de negro, con las escamas negras concentradas en una mancha alargada en el centro del ala, seguida de una más pequeña al final de la celda, con cierta indicación de una tercera mancha en el pliegue por debajo de la primera. El color de fondo que subyace bajo las motas negras es un ocre blanquecino pálido, como en la mitad superior de la celda desde la base, y es bastante visible en un pequeño parche al comienzo de la franja costal de cilios y en otro opuesto a este en el dorso. Una línea de escamas negras recorre los cilios ocre blanquecinos, que también están salpicados de negro en su base. Las alas posteriores son de color gris azulado.
Las larvas se alimentan del interior de los tallos de Deverra scoparia.